# Guilestes
Guilestes es un género extinto de mamíferos mesoniquios que vivió durante el Eoceno al sur de China. Eran animales terrestres de dieta carnívora.

## Especies
- Género Guilestes
  - Guilestes acares